# Santa Cruz el Calvario
Santa Cruz el Calvario är en ort i Mexiko.   Den ligger i kommunen Tzicatlacoyan och delstaten Puebla, i den sydöstra delen av landet, 130 km sydost om huvudstaden Mexico City. Santa Cruz el Calvario ligger 2 015 meter över havet och antalet invånare är 131.
Terrängen runt Santa Cruz el Calvario är kuperad åt sydväst, men åt nordost är den platt. Runt Santa Cruz el Calvario är det ganska glesbefolkat, med 32 invånare per kvadratkilometer. Närmaste större samhälle är Tepeaca, 19,3 km nordost om Santa Cruz el Calvario. Trakten runt Santa Cruz el Calvario består i huvudsak av gräsmarker.